# Zhenlai
Zhenlai (镇赉县; Pinyin: Zhènlài Xiàn) ist ein chinesischer Kreis im Nordwesten der Provinz Jilin. Er gehört zum Verwaltungsgebiet der bezirksfreien Stadt Baicheng. Zhenlai hat eine Fläche von 4.726 km² und zählt 298.301 Einwohner (Stand: Zensus 2010). Sein Hauptort ist die Großgemeinde Zhenlai (镇赉镇).

## Administrative Gliederung
Auf Gemeindeebene setzt sich der Kreis aus sieben Großgemeinden und vier Gemeinden, davon zwei der Mongolen, zusammen. 

## Naturschutzgebiet Momoge
In der Gemeinde Momoge (Melmeg) der Mongolen befindet sich ein Naturschutzgebiet.